# 哈爾干尼斯足球會
哈爾干尼斯足球會（Halcones FC）是一家危地馬拉的足球會，位於韋韋特南戈。他們現於危地馬拉國家足球聯賽角逐。

## 外部連結
- 官方網站